# Nur (village)
Pour les articles homonymes, voir Nur.
Nur (prononciation : [nur]) est un village polonais de la gmina de Nur dans le powiat d'Ostrów Mazowiecka de la voïvodie de Mazovie dans le centre-est de la Pologne.
Le village est le siège administratif (chef-lieu) de la gmina appelée gmina de Nur.
Il se situe à environ 31 kilomètres au sud-est d'Ostrów Mazowiecka (siège du powiat) et à 102 kilomètres au nord-est de Varsovie (capitale de la Pologne).
Le village compte approximativement une population de 760 habitants en 2006.

## Histoire
De 1975 à 1998, la gmina est attachée administrativement à la Powiat de Zambrów dans la voïvodie de Łomża.